# 危険情報
危険情報（きけんじょうほう）は、日本の外務省が発表する渡航情報の内、海外（日本国外の国や地域）への渡航や滞在に際した安全に関する情報である。2002年4月26日より「海外危険情報」に替わってこの「渡航情報」の提供が開始されている。そして、2015年9月1日、「海外安全情報」に改名された。

## 概要
外務省や在外公館が収集した現地治安情勢から、渡航や滞在に際して安全上の問題ある国・地域を対象に、危険の度合い（在外日本人の生命に危害が及ぶ可能性）によって4つのカテゴリーが示されるとともに、概況、詳細な地域情勢、滞在にあたっての具体的な注意、問い合わせ先などが発表される。2002年4月26日以前は「海外危険情報」として、注意喚起、観光旅行延期勧告、渡航延期勧告、家族等退避勧告、退避勧告の5つの段階の情報が発表され、順に危険度1 - 5の数値で表示されていた。また、感染症に対する危険情報は、治安を基準にした通常の危険情報とは別枠で出される。
危険情報と同様に、外務省が公表している海外への渡航・滞在に関する渡航情報として、スポット情報、広域情報などがあり、外務省の海外安全ホームページや同等のファクシミリサービスなどで公表されている。また、成田・中部・関西の各空港の国際線ターミナルや一部の日本国旅券発給所に、専用の情報端末（パソコン）が設置され、海外安全ホームページと同様に提供されている。さらに、外務省発表の渡航情報に独自の取材結果を反映させた、日本放送協会（NHK）の『海外安全情報』という番組でも最新情報が週次提供されている。

## 危険度・カテゴリー
以下のカテゴリーは、旧来の「海外危険情報」に替わって、2002年（平成14年）4月26日に導入された。以下の解説文章は目安として便宜的に付しており、公式な表記ではない。海外安全ホームページでは各国、地域ごとの危険度をそれぞれ色分けしており、色についてはそれに従う。2015年（平成27年）9月1日から文言が改正し、「渡航情報」の名称を「海外安全情報」へ改称し『レベル』が公式表記となった。2015年（平成27年）8月31日までは、旧表記の文言だった。

### 危険情報未発出地域
危険情報が発出されていない地域。基本的には直前まで危険情報が発出していた場合を除き特に表記はされていないが、スポット情報等で別途注意を呼び掛けている場合もある。

### 「レベル１：十分注意してください。」(旧表記：十分注意してください。)
- （過去の表示は に点描）

治安は全体的に安定しているものの、金品を狙ったスリや恐喝・強奪などの各種犯罪が多発したり、局地的なデモ行進に渡航者が巻き込まれる等で負傷や拘束される可能性がある場合、あるいは当該国と日本間で国交が締結されていない為に在外公館の扶助が困難である場合など、渡航・滞在に当たり特別な注意が必要な場合に発せられる。

### 「レベル２：不要不急の渡航は止めてください。」(旧表記：渡航の是非を検討してください。)
- （過去の表示は にタイル状の模様）

レベル1と3の中間の社会・治安情勢であることから、渡航の是非を検討し、渡航する場合は十分な安全措置を講ずることを勧める場合および、不要不急の渡航を控えるように勧める場合に発される。

### 「レベル３：渡航は止めてください。（渡航中止勧告）」(旧表記：渡航の延期をお勧めします。)
- （過去の表示は に斜線のハッチ）

治安や政情が安定しておらず、テロリストや海賊・山賊などの武装勢力に外国人が狙われたり、クーデターや内戦などの内乱に市民以外の外国人が巻き込まれる等で、渡航者の生命に危害が及ぶ可能性が過去の事例などから高い場合に、渡航の延期を促し、現地滞在の邦人は当該国地域から退避の検討や準備を促す場合に発せられる。
駐留している日本の企業や各種団体は自主的に駐在員と家族を安全な周辺国へ避難させるか一時帰国させる手配をとる事が多い。
同じ渡航延期勧告の中でもより状況が深刻だが退避勧告とまでは行かない地域の場合、「レベル３：渡航は止めてください。（渡航中止勧告）（滞在中の方は事情が許す限り早期の退避を検討してください。）」など、文言が追加される。

### 「レベル４：退避してください。渡航は止めてください。（退避勧告）」(旧表記：退避を勧告します。渡航は延期してください。)
- （過去の表示は に斜め格子模様）

当該国・地域を統治する政府機能が著しく欠損している（失敗国家）等で、治安当局が機能していない事から、武装勢力に外国人が狙われたり、内乱・武力衝突・大量殺人・戦争に巻き込まれる等で、邦人渡航者の生命に危害が及ぶ可能性が事例などから高い場合（殺戮が発生しているなど）に、現地滞在の邦人は安全な地域へ避難するか日本へ帰国することを勧告する場合に発せられる。
状況によっては日本国大使館などの在外公館職員も周辺国へ避難するため、当該国での対応が困難になるか、対応そのものが出来なくなる。
取材活動であっても、不測の事態に巻き込まれる可能性が高く非常に危険な場合は、報道各社等に向けて渡航の自粛を要請する場合がある。
基本的に該当する地域からの退避及び渡航の自粛を促す警告であるが、例外として「真にやむを得ない事情でこれらの地域に渡航・滞在する場合は、所属企業や団体等を通じて組織としての必要かつ十分な安全対策をとってください。」と付け加えられる場合もある。

#### 退避勧告発出中の国・地域
2025年6月17日現在、アイウエオ順
- アゼルバイジャン（アルメニアとの国境周辺地域）
- アルメニア（アゼルバイジャンとの国境周辺地域）

2020年9月に上記の2国間でナゴルノ・カラバフ自治州をめぐりナゴルノ・カラバフ戦争が発生した。ロシアの仲介によって紛争は終結したものの、停戦合意後も両国軍部隊間による発砲事案等が断続的に発生している。
- アフガニスタン - 2007年7月25日より全域

2008年8月にアフガニスタン日本人拉致事件が発生するなど、国内全域で武装勢力などによるテロ関連の犯罪が増加している。2021年8月にはタリバンが再び政権を掌握するなど国内情勢が極めて不安定である。
- アルジェリア（リビア、ニジェール、マリ、モーリタニアとの国境地帯、イリジ県イナメナス地区）

武装勢力などによるテロ関連の犯罪が増加し、2013年にはイリジ県イナメナス地区で複数の日本人渡航者が殺害されるなど危険な状況が継続している。
- イエメン（2011年3月7日より全域）

武装勢力などによるテロ関連の犯罪が増加している。
- イスラエル（ガザ地区及び同地区との境界周辺、レバノンとの国境地帯）

2023年10月7日以降、ガザ地区からイスラエル領内に多数のロケット弾が発射されているほか、ガザ地区武装勢力戦闘員が当該地域に侵入し、イスラエル側治安組織との間で交戦がなされている。イスラエル軍によって当該地域に軍事封鎖区域が設定されており、一般人の退避・立ち入り禁止が呼びかけられている。
- イラク（ニナワ・キルクーク・サラーハッディーン・ディヤーラ・アンバール・バービル・ワーシトの各県全域とバグダッド県にあるバグダッド国際空港敷地内を除く地域、クルディスタン地域のニナワ・キルクーク・サラーハッディーン及びディヤーラの各県境付近とニナワ平原を経由する幹線道路、ルート・アイリッシュ及びインターナショナル・ゾーン敷地内とバグダッド国際空港からインターナショナル・ゾーンを結ぶ空港道路）

2004年以降、日本人を標的としたイラク日本人人質事件・イラク日本人外交官射殺事件・イラク日本人ジャーナリスト殺害事件（橋田信介ら）・イラク日本人青年殺害事件等が発生している。
- イラン（2025年6月17日より全域）

国境地帯において、武装勢力とイラン治安部隊との衝突・交戦が発生している。2025年6月13日にイスラエル軍による国内の核施設や軍事施設に対する攻撃を受けたことを発端として、両国間の攻撃の応酬に至っている。
- インド（ジャンム・カシミール州管理ライン付近）
- ウクライナ（2022年2月11日より全域）

2022年2月に開始されたロシアの全面侵攻により、ウクライナ軍とロシア軍の武力衝突が続いている。特に東部と南部では激しい地上戦が行われており、同年10月にはロシアが一方的に4つの州の併合を宣言するなど、国内の情勢は極めて不安定である。ロシア軍はウクライナ全土をミサイル攻撃の射程圏内に収めているため、地上戦が行われていない地域であろうと、ミサイル攻撃による死者が出ている。
- エチオピア（ティグライ州の一部、アムハラ州の一部、アファール州の一部、オロミア州の一部、ベニシャングル・グムズ州の一部及びエリトリア、ソマリア、スーダン、南スーダンとの国境地帯）
- エリトリア（エチオピアとの国境地帯）
- カメルーン（極北州）

隣国のナイジェリアからイスラム過激派組織ボコ・ハラムが越境侵入しており、テロ関連の犯罪が増加している。
- ケニア（ソマリアとの国境地帯、北東地域のダダーブ難民キャンプ周辺およびガリッサ郡ガリッサ市）

ガリッサ市内にある大学が襲撃され150人もの死者が発生し、テロ関連組織の活動拠点にもなるなどテロ関連の犯罪が増加している。
- コンゴ民主共和国（南キブ州、北キブ州、オリエンタル州北東部及び中央アフリカ国境地帯カサイ3州）
- シリア（2011年4月26日より全域）

2012年以降、取材中の邦人ジャーナリストが銃撃に巻き込まれ死亡する事件やISILによる日本人拘束事件が発生しており、日本人が渡航した場合には攻撃の標的となる旨の警告もISILから出ているため極めて危険な状態となっている。テロ関連組織などが自主運営する国境検問所を経由して入国した場合はシリア政府から不法入国として拘束され、身の安全は保証できない旨が公式に発表されている。
- スーダン（2025年5月14日より全域）

2023年4月15日以降、スーダンの広い地域で正規軍のスーダン国軍と準軍事組織の即応支援部隊の軍事衝突が発生しており、極めて不安定な情勢が続いている。12月中旬には戦闘範囲が広がったため、全土で非常事態宣言が発令された。
- ソマリア（全域、ソマリランドを含む[4]）

長きにわたる内戦による無政府状態の影響で退避勧告が長期間継続されたままである。
- チャド（リビア、中央アフリカ、ニジェール、スーダンとの国境地帯と首都ンジャメナを除いたカメルーン極北州との国境地帯、ラク州およびチャド湖周辺）

日本国大使館が設置されておらず、チャド全土に地雷や不発弾が多数放置されている。また、テロ関連の犯罪が増加している。
- 中央アフリカ共和国（2012年12月28日より全域）
- トルコ（シリアとの国境地帯）
- ナイジェリア（ボルノ州、ヨベ州、アダマワ州）

ボコ・ハラムなどのイスラム過激派組織による活動拠点が北東部地域の上記3州にあると思われ、国内を中心にテロ関連の犯罪が増加している。
- 西サハラ地域（「砂の壁」以東の地域（立ち入り制限地域を含む））

独立を主張するポリサリオ戦線とモロッコ軍による衝突が発生している。モロッコ軍がポリサリオ戦線の排除を目的に設置した「砂の壁」より東側の地域は立ち入り制限区域となっており、イスラム過激派組織の活動が見られるほか、多数の地雷も残存している。許可なく接近または立ち入った場合にはモロッコ軍または国連西サハラ住民投票監視団（MINURSO）に拘束される可能性がある。また、西サハラ地域には日本国大使館が設置されていない事に加え、西サハラを兼轄するモロッコ日本国大使館の所在地・ラバトから西サハラ地域までは長距離や移動手段が制限されているため、邦人救護は困難とされている。
- ニジェール（首都ニアメを除く全域）

日本国大使館が設置されておらず、国内全域においてイスラム過激派組織によるテロ関連の犯罪が増加している。また、2023年7月26日に発生したクーデターにより大統領が拘束されるなど国内情勢が極めて不安定となっている。
- ハイチ（2022年10月14日より全域）

2021年の大統領暗殺事件にみられるような政情不安が続いており、また同年の大地震やハリケーンの襲来などの自然災害による混乱が続いている。デモやストライキも断続的に行われており、2022年9月12日以降はデモや道路封鎖などの抗議活動が全土に拡大している。武装集団（ギャング）が首都圏を中心に支配地域を拡大するなどの活発な活動を続けており、2022年には邦人が誘拐される事案が発生した。現在、ギャングにより首都圏の石油ターミナルが封鎖され、国内の石油流通が妨害されているため生活インフラの脆弱化が懸念されている。
- パキスタン（カシミール管理ライン周辺、アフガニスタン国境、連邦直轄部族地域、北西辺境州およびバロチスタン州のクエッタ市）

政情不安定なアフガニスタンと隣接しており、パキスタン・ターリバーン運動やバロチスタン解放戦線(BLF)などによるテロ関連の犯罪が増加している。
- ブルキナファソ（マリ、ニジェール、ベナン、トーゴ、コートジボワール、ガーナとの国境周辺地域、サヘル地方、北部地方、ブークル・デュ・ムフン地方、オー・バッサン地方、カスカード地方、南西部地方、中央北部地方、中央西部地方、中央南部地方、中央東部地方、東部地方）

国内各地にイスラム過激派組織が潜伏しており、治安機関への襲撃や誘拐が頻発している。非常事態宣言の発出地域が拡大傾向にあるほか、携帯電話アンテナの破壊による通信の断絶や道路・橋梁の破壊で孤立化が進んでおり、これらの地域での日本国大使館による直接的な邦人救護は移動手段における安全確保が困難であることから不可能である旨が公式に発表されている。
- ベラルーシ（ウクライナとの国境周辺地域）

2022年ロシアのウクライナ侵攻の影響により、ウクライナとの国境周辺地域の情勢が悪化することが懸念されている。
- マリ共和国（2022年8月10日より首都バマコを除く全域)

国内全域でイスラム過激派組織などの武装勢力などによるテロ関連の犯罪が増加している。正体不明の武装勢力も確認されており、首都バマコも含めて治安が急速に悪化している。
- 南スーダン（2025年3月27日より全域）

建国以来、首都ジュバ市を含めた国内各地において、大統領派と副大統領派の対立に伴う内戦・武力衝突が継続している。2025年3月26日には国家治安局及び人民防衛軍により副大統領らが逮捕・拘束されるなど政局が不安定になり、治安が急速に悪化している。
- モーリタニア（マリ、アルジェリアとの国境地帯全域および西サハラ地域東部との国境地帯の一部）

隣国のマリ国内全域でテロ関連の犯罪が多く発生しており、武力政変以降は国軍と武装集団、イスラム過激派組織の三つ巴の戦闘が激化している。イスラム過激派組織は国境を超えて侵入しているものの、国境を示す明確な目標が無いため訪問者が意図せず越境して不測の事態に巻き込まれる可能性が極めて高い状態が続いている。さらに国防省は、国内東部の砂漠地域を軍事地帯として立入禁止にしており、何人であっても軍事地帯に立ち入れば攻撃の標的とみなすと公式に発表している。暑さと乾燥で過酷な環境のために遭難時や交通事故を起こした場合には命に関わる危険もある。
- リビア（2014年7月17日より全域）

カダフィ政権崩壊以降、内戦状態を経て議会と政府が東西に併存しており、多数の民兵組織が独自に活動しているため政治的に不安定な状況が続いている。首都トリポリを含めて武力衝突やミサイル攻撃、ドローンによる空爆などが多発しているほか、南部の砂漠地帯は政府による治安維持が行き届いていない地域が広く存在して国境管理が緩いため、多数のテロリストの流入が指摘されており非常に危険な状態となっている。
- レバノン（南レバノン県、ナバティーエ県、バールベック・ヘルメル県、ベカー県東部、アッカール県、ベイルート南部郊外(ダーヒエ地区))

2023年10月8日以降、イスラエルとレバノンの間で砲撃の応酬が日常的に発生し、民間人に死傷者が出ている。
- ロシア（ウクライナとの国境周辺地域）

2022年ロシアのウクライナ侵攻の影響により、ウクライナと国境周辺地域では砲弾などによる被害が発生しており、極めて情勢が不安定である。

### 渡航を自粛してください。
朝鮮民主主義人民共和国（北朝鮮）については、2006年（平成18年）7月5日から2014年（平成26年）7月3日まで、核開発・ミサイル発射実験・日本人拉致事件に対する経済制裁の一環として、「渡航の延期をお勧めします。」と同じレベルの渡航自粛勧告（表記は「渡航を自粛してください。」）を発出していた。渡航自粛勧告中、治安自体の情報は公開されていなかった。
2014年（平成26年）7月4日、日本国政府は日本から北朝鮮への渡航自粛措置等の解除を発表したのに伴い、外務省は北朝鮮全土に対して、新たに「渡航の是非を検討してください。」を発出した。その後、2016年（平成28年）2月12日から、核開発・ミサイル発射実験に対する制裁の一環のため「渡航を自粛してください。」が再び出されることになったが、前回と違い危険情報レベルは設定されていない（表示は に斜線のハッチ）。

## 感染症危険情報
上記の渡航における危険情報とは異なるが、感染症の流行が深刻な国と地域の中で今後商業便の運航停止などにより、出国できなくなる可能性及び現地で十分な医療が受けられなくなる可能性がある場合に発出される危険情報。該当する国、地域へ滞在中の在外日本人へは、早めの出国を促し、該当する国家、地域へ渡航予定の邦人に対しては、不要不急の渡航は延期するよう勧告するものである。2015年8月31日まではカテゴリー分けされていなかったが、翌9月1日からこちらも4段階のカテゴリー分けを行うこととなった。

### 感染症危険情報未発出地域
感染症危険情報が発出されていない地域。

### レベル１：十分注意してください。
特定の感染症に対し、国際保健規則（IHR）第49条に規定する緊急委員会が開催され、同委員会の結果から、渡航に危険が伴うと認められる場合等。

### レベル２：不要不急の渡航は止めてください。
特定の感染症に対し、IHR第49条に規定する緊急委員会において、同第12条に規定する「国際的に懸念される公衆の保健上の緊急事態（PHEIC）」が発出される場合等。

### レベル３：渡航は止めてください。（渡航中止勧告）
特定の感染症に対し、IHR第49条に規定する緊急委員会において、同第49条に規定する「国際的に懸念される公衆の保健上の緊急事態（PHEIC）」が発出され、WHOが感染拡大防止のために貿易・渡航制限を認める場合等。

### レベル４：退避してください。渡航は止めてください。（退避勧告）
特定の感染症に対し、IHR第49条に規定する緊急委員会において，同第12条に規定する「国際的に懸念される公衆の保健上の緊急事態（PHEIC）」が発出され、WHOが感染拡大防止のために貿易・渡航制限を認める場合で、現地の医療体制の脆弱性が明白である場合等。

## 危険情報の効力
危険情報を含めた渡航情報は、一般的な参考情報（アドバイス）の領域であり、危険情報が発せられた地域への渡航を法的に抑止させるものではなく、また渡航情報の内容から渡航国の安全を保証されるものでもなく、実際に海外へ渡航する是非は当事者の判断に委ねられる。従って、勧告に従わないことにより、何らかの刑罰や不利益を受けるものではない。ただし、渡航することによって生命、身体又は財産の危険がある場合、外務大臣は旅券法第19条第1項第4号の規定に基づき、渡航予定者に対し旅券の返納を命じることができる。
危険情報は発出後1年で失効するが、失効までの間に情勢の変化で地域ごとの危険度が改められたり、解除されることが多い。なお、先進国等で治安が行き渡っており、危険情報を発する程度ではない状況下で、スリ・窃盗やぼったくり等、観光者を狙った犯罪に関わる注意喚起は「スポット情報」として発出される。
このため、治安が急変して危険情報が発せられた場合でも、当該国への運輸機関（空路等）が平常運行しており、渡航者の判断で渡航を見合わせる場合は、利用客都合のキャンセルと見なされ、運輸機関や宿泊施設などで所定の取消料が請求される場合が殆どである。手配旅行の場合も同様である。
一方、パッケージツアーは企画した各旅行会社の自主的な判断により、レベル3以上の危険情報が発せられると催行中止・旅行取り止めとなるパターンが殆どである。旅行開始後の現地で危険情報が発せられた場合は、旅行会社と緊密に連絡を取り合った上で、旅行者はホテルなど安全な所で待機したり、指示によって予定を短縮して帰国する。これらの場合は旅行会社都合でのキャンセルとして、旅行サービス未提供の範囲で代金を全額返金するか、情勢の沈静化を見計らって同等のパッケージツアーへ代替する策がとられる。2002年4月26日以前は、レベル2「観光旅行延期勧告」以上の場合、日本国政府から旅行会社に自粛を通達していたが、現在は日本国政府から通達を出すことはない。
レベル1やレベル2は、東南アジア諸国やインドなど、日本と馴染みの有る多くの国で指定されているため、旅行会社（現地担当者や添乗員）と旅行者が緊密に連絡を取り合ったり、危険地帯を避けるなどの回避策が取られている場合は実施する場合が多いが、旅行申し込み後に情勢の急変から危険情報が発せられた場合は、催行中止の場合と同様のキャンセル対応を受け付ける場合がある。

## 日本以外の政府による危険情報

### アメリカ合衆国の「旅行勧告」
アメリカ合衆国国務省が発表している危険情報で、危険度が低い順に「通常通りの注意が必要 (Level 1: Exercise Normal Precautions)」・「注意の強化が必要 (Level 2: Exercise Increased Caution)」・「旅行の再考が必要 (Level 3: Reconsider Travel)」・「旅行禁止 (Level 4: Do Not Travel)」となっている。
- 旅行勧告（英語）

### 大韓民国の「旅行警報」
韓国外交部が発表している危険情報で、危険度が低い順に「旅行留意」・「旅行自制」・「撤収勧告」・「旅行禁止」の順になっている。ほかに「特別旅行注意報・警報」もある。COVID-19流行後は、「撤収」「旅行禁止」を除くすべての国に、特別旅行注意報が発令されている。
- 外交部海外安全旅行（朝鮮語）

### オーストラリアの「スマートトラベラー」
オーストラリア政府が発表している危険情報で、「通常の安全対策を講じる（Exercise normal safety precautions）」・「細心の注意を払う （Exercise a high degree of caution）」・「渡航の必要性を再考する （Reconsider your need to travel）  」・「渡航禁止（Do not travel）」の順になっている。
•  スマートトラベラー （英語）